# Maria Mallé
Maria Mallé (bürgerlicher Name Maria Wils; * 2. März 1947 in Kärnten) ist eine österreichisch-deutsche Schauspielerin, Sängerin, Musicaldarstellerin, Diseuse und Entertainerin.

## Leben und Werk
Maria wuchs in der DDR in Frankfurt (Oder), der Herkunftsstadt ihres Vaters, auf. Ab 1953 lebte die Familie in Müllrose, wo sie eingeschult wurde. Hier nahm sie ab dem sechsten Lebensjahr Klavierunterricht. 1960 zog die Familie nach Falkenhagen in Brandenburg. Sie lernte an der Musikschule in Fürstenwalde Geigespielen und Gesang. Im Sommer 1961 nahm Maria ein Studium an der Musikhochschule „Hanns Eisler“ in Berlin auf. Auf Anraten der Eltern unterbrach sie das Studium um einen „bürgerlichen Beruf“ zu erlernen. 1966 schloss Maria eine Lehre als Musikliteratur-Verkäuferin in der Buchhandlung „Zum guten Buch“ in Frankfurt (Oder) ab. Im Anschluss ging Mallé nach Neustrelitz zum Kabarett „Die Brennessel“. Anderthalb Jahre später wurde sie 20-jährig Mitglied im Ensemble des Berliner Kabaretts „Die Distel“ in Berlin. Sie übernahm Mallé, den Mädchennamen ihrer Mutter, als Künstlernamen. Als Julie im Musical „Showboat“ gelang ihr der Durchbruch am Berliner Metropol-Theater. Hier spielte und sang Mallé in 25 Jahren nahezu alle Rollen ihres Fachs. Bekanntheit erlangte sie mit ihrer Interpretation der Sally Bowles in „Cabaret“ oder der Titelrolle in „Hallo, Dolly!“.
Des Weiteren trat sie in der Deutschen Staatsoper Berlin, dem Schauspielhaus am Gendarmenmarkt, dem Admiralspalast, dem Friedrichstadtpalast, dem Berliner Tempodrom und dem Theater am Kurfürstendamm auf, wo sie in zwei Produktionen als Partnerin von Walter Plathe auf der Bühne stand. In dem Film „Claire Berolina“, der aus Anlass des 750-jährigen Stadtjubiläums gedreht wurde, verkörperte sie Claire Waldoff. Zudem wirkte Mallé an Fernseh-, Rundfunk- und Schallplattenproduktionen mit. Gastspielreisen führten sie in deutsche Städte, nach Österreich (u. a. österreichische Erstaufführung von „Tintenherz“), Italien, Frankreich und in die USA.
Nach Schließung des Berliner Metropol-Theaters zog Mallé 1998 in ihre österreichische Geburtsregion. Als ihr Mann 2008 starb, zog sie wieder nach Falkenhagen. Seit 2014 lebt Maria Mallé in Berlin-Marzahn im Kienbergviertel. Sie trat unter anderem im Freizeitforum Marzahn auf. Maria Mallé ist mit Mitgründerin des Musikalische Komödie Berlin e. V., der Musikproduktionen auf die Bühne bringt. Mallé spielte unter anderem in dem Stück „Linckes Luna ist nicht totzukriegen“ mit, dass sie zusammen mit Wolfgang Helfritsch geschrieben hatte.

## Auszeichnungen
1982 Kunstpreis der DDR

## Filmografie (Auswahl)
- 1969: Jelena (Fernsehfilm)
- 1974: Aber Vati! (Mini-Serie)
- 1986: Claire Berolina (Fernsehfilm)
- 1988: Melanios letzte Liebe (Fernsehfilm)
- 1991: Viel Rummel um den Skooter (Fernsehserie, fünf Folgen)
- 2005: Ein starkes Team – Lebende Ziele (Fernsehserie, eine Folge)
- 2011–2013: Familie Dr. Kleist (Fernsehserie, zwei Folgen)

## Theater
- 1972: Rainer Northmann/Joachim Gocht: Liebe mit Verlängerung (Buchhändlerin Sabina) – Regie: Hans-Joachim Martens (Metropol-Theater Berlin)
- 1974: Jerome David Kern: Show Boat (Julie) – Regie: Hans-Joachim Martens (Metropol-Theater Berlin)
- 1976: Neil Simon/Cy Coleman: Sweet Charity (Taxi-Girl) – Regie: Hans-Joachim Martens (Metropol-Theater Berlin)

## Hörspiele
- 1979: Joachim Goll: Der Hund von Rackerswill – Regie: Werner Grunow (Hörspiel – Rundfunk der DDR)

## Aufnahmen (Auswahl)
- Künneke: Die lockende Flamme, romantisches Singspiel in acht Bildern, Libretto von Paul Knepler und Ignaz Michael Welleminsky. Mit Birgit Fandrey, Christiane Hossfeld, Maria Mallé, Zoran Todorovich, Gerd Grochowski, Ralf Lukas, Gerhard Peters, Jürgen Sacher und Theodor Weimer. Kölner Rundfunkchor, Kölner Rundfunk-Sinfonie-Orchester, Peter Falk (Dirigent). Köln 1994 (Capriccio - C5088)[5]